# تربیز
تربیز (به لاتین: Třebíz) یک سکونتگاه مسکونی در جمهوری چک است که در شهرستان کلادنو واقع شده‌است.